# The Low Spark of High Heeled Boys
The Low Spark of High Heeled Boys (1971) è il quinto album del gruppo rock inglese dei Traffic.

## Il Disco
Come i precedenti lavori, anche questo album è caratterizzato da forme e propaggini rock, tra cui jazz rock, progressive rock e rock & roll classico. Il titolo per l'album venne suggerito dall'attore Michael J. Pollard.
Dall'album verranno fuori canzoni di successo come Rock & Roll Stew (part 1) e The Low Spark of High Heeled Boys. Questo è l'unico album originale dei Traffic dove due brani vengono cantati da Jim Capaldi (Light Up Or Leave Me Alone e Rock & Roll Stew). L'altro suo accompagnamento vocale in un album registrato in studio dei Traffic è Dealer di Mr. Fantasy. 
Low Spark of High Heeled Boys è stata eseguita numerose volte come cover nel corso dei successivi 20 anni dai Widespread Panic, un gruppo rock statunitense di Athens (Georgia). Light Up Or Leave Me Alone è stata talvolta suonata dal vivo dai Phish.
Low Spark of High Heeled Boys venne rimasterizzata e ripubblicata insieme a un altro brano il 19 marzo del 2002.

## Accoglienza
| Recensione       | Giudizio |
| ---------------- | -------- |
| AllMusic         | [ 1 ]    |
| Robert Christgau | (B)      |

Le recensioni retrospettive dell'album in genere furono positive. In particolare, AllMusic elogia l'apporto variegato dato dalle composizioni di Winwood e Capaldi e il potere evocativo che hanno i brani dal titolo lungo, dichiarando che l'album "segna il culmine commerciale e artistico dei Traffic". Robert Christgau conferma la crescita del gruppo rispetto ai precedenti lavori. "Privo di impeto intellettuale", essi poggiano su qualcosa che "quando funziona suggerisce un bel rilassante ed eccitante paradosso allo stesso tempo". Pop Matters offre ancora un altro punto di vista, definendolo "un album di facile ascolto, ma che raramente mette in luce il suo lato migliore. La maggior parte delle canzoni sono altamente sottovalutate e richiedono un ascolto ripetuto onde poterle apprezzare fino in fondo".

## Tracce
Tutte le canzoni sono state scritte da Steve Winwood e Jim Capaldi, eccetto dove altrimenti specificato.
1. Hidden Treasure – 4:16
2. The Low Spark of High Heeled Boys – 12:10
3. Light Up or Leave Me Alone (Jim Capaldi) – 4:55
4. Rock 'n' Roll Stew (Ric Grech, Jim Gordon) –  4:29
5. Many a Mile to Freedom (Steve Winwood, Anna Capaldi[4]) – 7:26
6. Rainmaker – 7:39

- La prima pubblicazione del CD colloca Light Up or Leave Me Alone dopo Many a Mile to Freedom.

### Tracce bonus (riedizione del 2002)
1. "Rock & Roll Stew Parts 1 & 2" (Grech, Gordon) – 6:07

Nota: Questo brano contiene la performance originale completa in studio senza nessuna interruzione. La versione dell'album originale, Rock & Roll Stew (part 1), sfuma prima. La part 1 che appare sul singolo Rock & Roll Stew è una forma ridotta (con accorciamento del break strumentale) rispetto a quella inclusa nell'album. La Part 2 (lato B del singolo) inizia in crescendo (fade in) in un punto che va oltre lo sfumato (fadeout) della versione dell'album. Lo stesso per la versione di Rock & Roll Stew che appare sulla compilation Gold.

## Formazione
- Steve Winwood – voce solista (tranne in Light Up or Leave Me Alone e Rock & Roll Stew), chitarra, piano, organo
- Chris Wood  – sassofono, flauto
- Jim Capaldi – percussioni, voce solista su Light Up or Leave Me Alone e Rock & Roll Stew, seconda voce su Rainmaker
- Ric Grech – basso, violino
- Jim Gordon – batteria
- Rebop Kwaku Baah  – percussioni
- Mike Kellie – batteria su Rainmaker[5]

## Produzione
- Tony Wright - copertina

## Classifiche
Album
| Ann  | Classifica           | Posizione |
| ---- | -------------------- | --------- |
| 1972 | Billboard Pop Albums | 7         |

Singoli
| Anno | Canzone                 | Classifica            | Posizione |
| ---- | ----------------------- | --------------------- | --------- |
| 1972 | Rock & Roll Stew Part 1 | Billboard Pop Singles | 93        |

## Certificazioni
| Organizzazione | Livello  | Data            |
| -------------- | -------- | --------------- |
| RIAA – USA     | Gold     | 7 febbraio 1972 |
| RIAA – USA     | Platinum | 3 marzo 1996    |